# Söderfors
För orten Söderfors i Lycksele kommun, se Blåviksjön och Söderfors.
Söderfors är en tätort i Söderfors distrikt (Söderfors socken) i Tierps kommun, Uppsala län. Orten ligger vid Dalälven, på gränsen mellan Gästrikland och Uppland, omkring 15 km väster om Tierp.
Söderfors är en gammal bruksort. Ett järnbruk anlades på 1600-talet i syfte att smida ankare åt flottan. Söderfors bruk är ett av många vallonbruk i norra Uppland, men det enda som fortfarande är verksamt i större omfattning. De äldre bruksbyggnaderna är numera byggnadsminnesförklarade. Idag fungerar herrgården, uppförd omkring 1690, som hotell, restaurang och konferensanläggning.

## Historia

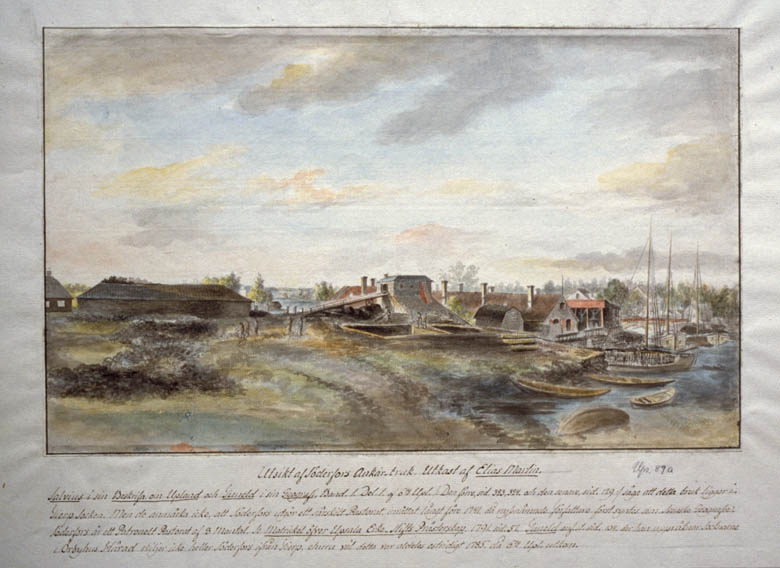
Söderfors ankarbruk omkring 1800. Akvarellerad pennteckning av Elias Martin.

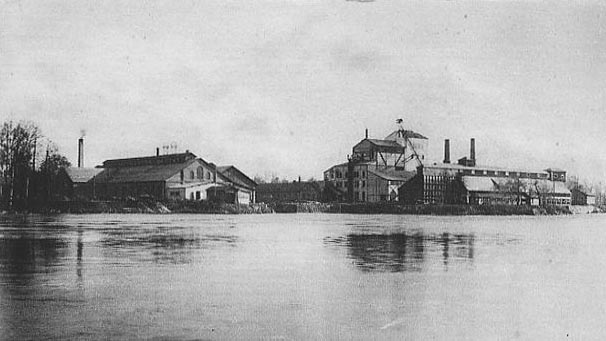
Söderfors bruk sett från Dalälven på 1920-talet.

### Ankarbruket grundas
Söderfors anlades år 1676 av bergmästaren Claes Depken (adlad Anckarström) för tillverkning av ankare. Claes Depken hade då redan utarbetat en metod vid Älvkarleö bruk att med vattenhammare smida ankare. Detta hantverk hade förut gjorts för hand med tunga släggor. 1685 övertogs bruket av Johan Leijoncrona vid Untra gårds säteri efter många gräl och tvister. För att även säkra brukets fortlevnad i fredstid beviljades Söderfors senare rätt att också tillverka stångjärn. Under 16- och 1700-talet kom ägarna ett flertal gånger. År 1748 inköptes Söderfors av direktören i Ostindiska kompaniet, Claes Grill och hans fru Anna Johanna Grill (I), inom vars släkt det kom att stanna till 1907. Sonen Adolf Ulric Grill och hans fru Anna Johanna Grill (III) anlade med början av 1784 en engelsk park i anslutning till bruket. Under missväxtåren i socknarna kring Söderfors i början av 1790-talet tog arbetet med parken fart. Grill ville bereda sysselsättning åt behövande och påskyndade därför förverkligandet av sina planer. Parken har sedan dess i folkmun kallats "Hedesunda brödkaka" men namnet är Engelska parken. Den svenske gustavianske kompositören Johan Wikmanson skrev 1784 ett divertissement som heter Divertissement på Söderfors bruk i D-moll som var tillägnat Adolf Ulric Grills fru  Anna Johanna Grill (III).

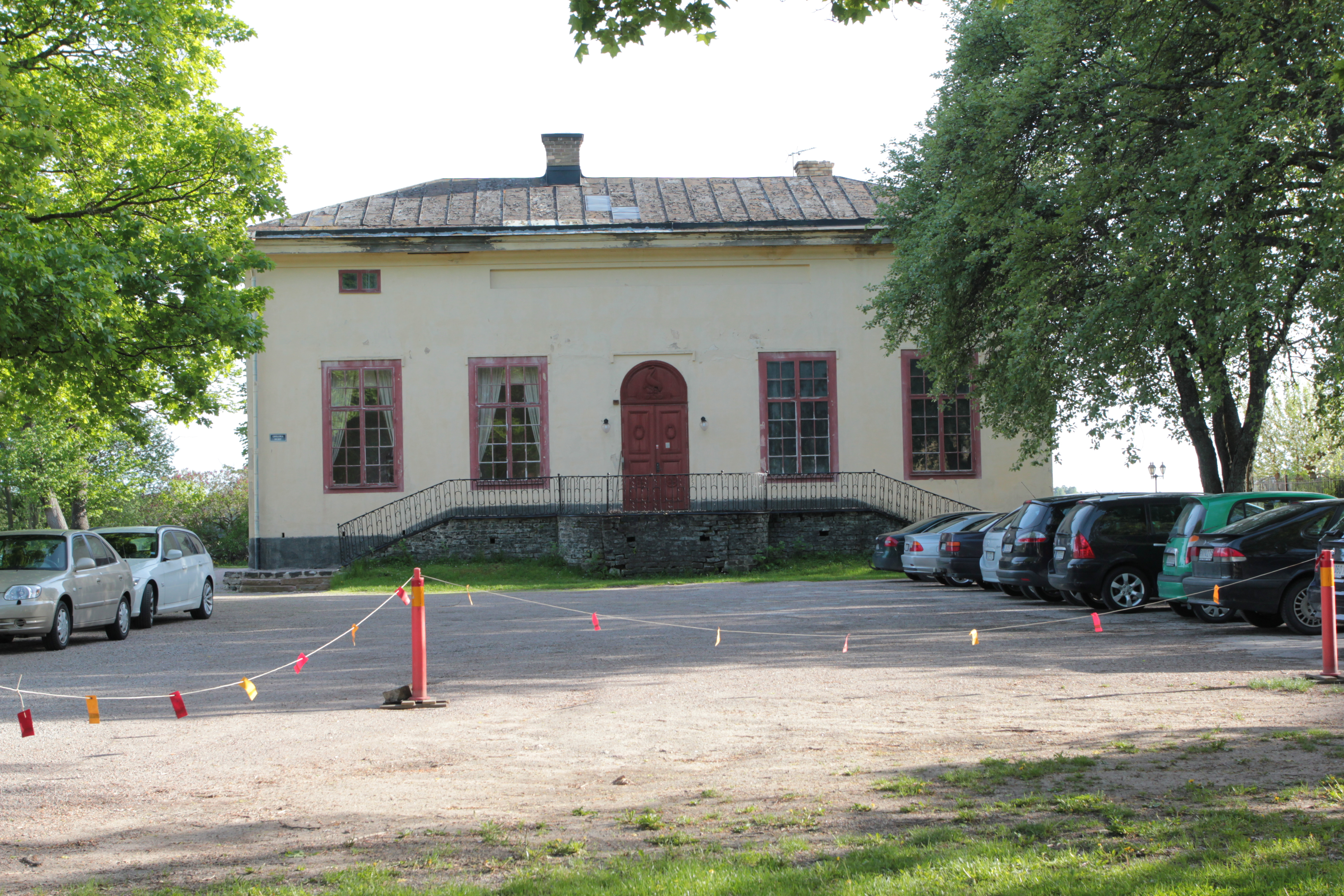
Naturaliekabinettet, även kallat Grillska huset.

Intill herrgården lät Adolf Ulric Grill 1786 även uppföra en byggnad för sitt berömda naturaliekabinett, med mer än 600 uppstoppade fåglar från hela världen. Byggnaden byggdes sedan ut med en flygel 1807–1808, men förlorade sin ursprungliga användning efter att hela samlingen (däggdjur och fåglar) skänkts till Vetenskapsakademien i Stockholm 1829.

### Stora Kopparberg köper Söderfors bruk

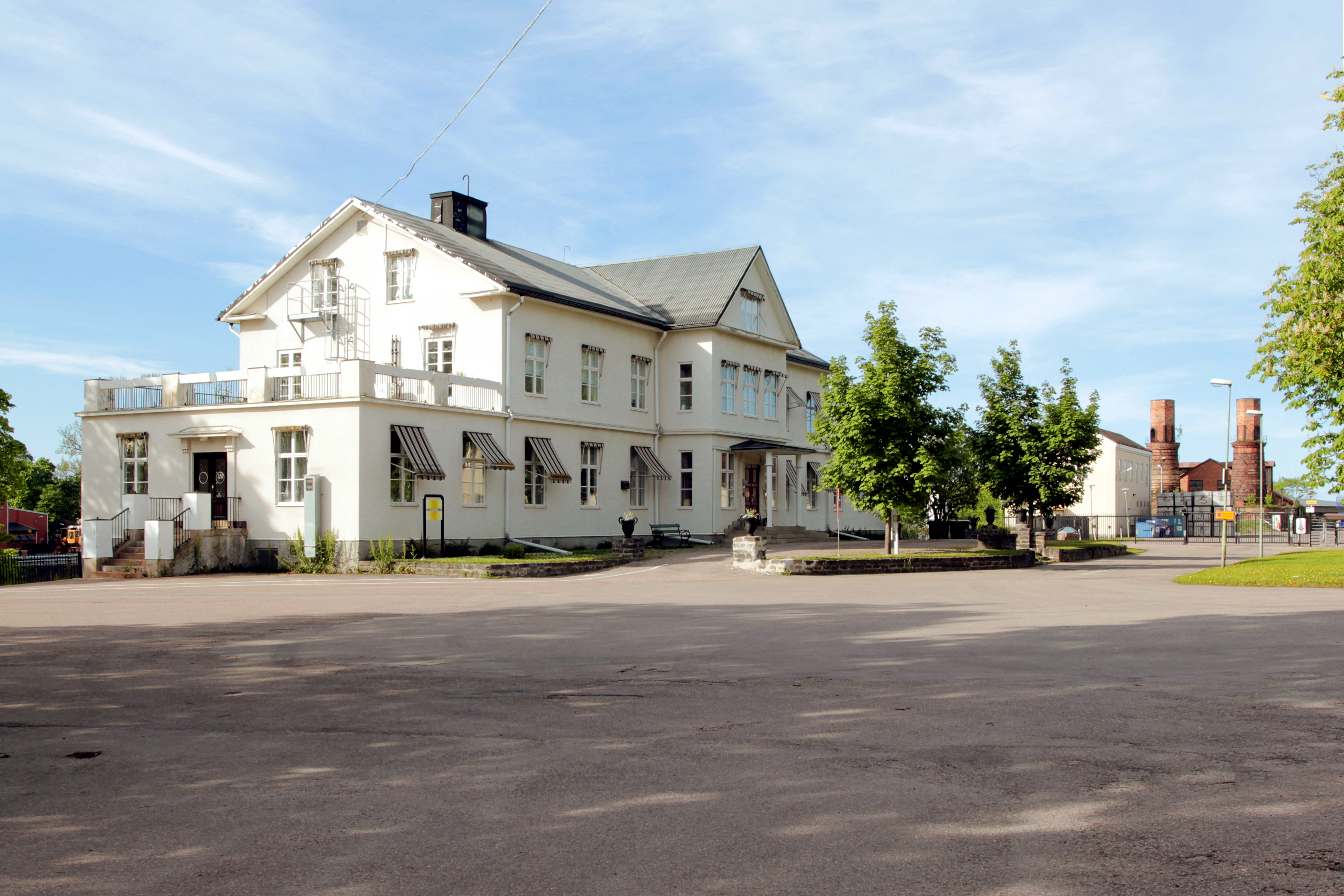
Erasteel Klosters huvudkontor (tidigare Storas brukskontor). De Westmanska rostugnarna i bakgrunden.

Tillverkning av skeppsankare i Söderfors kom successivt att avvecklas efter att det så kallade Söderforsmonopolet inom ankarsmidet i Sverige avskaffats i början av 1800-talet. Vid seklets slut smiddes endast mindre ankare och draggar. En modern industri började istället parallellt byggas upp, vilken med tiden kom att omfatta hytta, valsverk, martinverk och stålsmedja. För att samla ägandet lät familjen Grill 1872 bilda ett aktiebolag, Söderfors Bruks AB, vilket övertog driften av bruket. Året därpå inköptes Älvkarleö bruk, 1882 tillkom Harnäs bruk. 1899 infördes martinprocessen vid Söderfors. 1907 inköpte Stora Kopparbergs Bergslags AB Söderfors Bruks AB. Stora Kopparberg kom sedan att flytta sin tillverkning av kvalitetsstål från Domnarvet till Söderfors. Verksamheten kom därmed att inriktas mot de produkter, som sedan skulle bli Söderfors specialiteter; rostfritt stål, snabbstål och hårdmetall. Just tekniken för tillverkning av hårdmetall kom att utvecklas i flera avseenden vid den egna hårdmetallfabriken.
Söderfors bruk kom, i samband med omstruktureringen av Stora Kopparberg, att avyttras till Uddeholms AB 1976. År 1982 fusionerades Söderfors bruk med Fagersta AB:s verksamheter i bland annat Långshyttan och Vikmanshyttan för att bilda Kloster Speedsteel AB. Detta företag fusionerades 1992 med franska Commentryenne till nuvarande Erasteel Kloster AB (helägt dotterbolag till franska Eramet-koncernen). I mitten av 1990-talet avyttrades Östra Verken av Erasteel Kloster, där finns idag Alleima Söderfors.
1874 stod bibanan Söderfors-Orrskog (9,2 km) klar för järnvägstrafik. Därigenom blev det en direkt järnvägsförbindelse mellan Söderfors och stambanan Uppsala-Gävle. Persontrafiken på bibanan lades ned 1962 och 1989 stoppades även godstransporterna. Rälsen revs upp 1993. Söderfors stationsbyggnad finns ännu kvar och utnyttjas idag som restaurang.
År 1973 uppgick Söderfors landskommun i Tierps kommun.

### Befolkningsutveckling
| Befolkningsutvecklingen i Söderfors 1900–2020 | Befolkningsutvecklingen i Söderfors 1900–2020 | Befolkningsutvecklingen i Söderfors 1900–2020 | Befolkningsutvecklingen i Söderfors 1900–2020 | Befolkningsutvecklingen i Söderfors 1900–2020 |
| --------------------------------------------- | --------------------------------------------- | --------------------------------------------- | --------------------------------------------- | --------------------------------------------- |
|                                               |                                               |                                               |                                               |                                               |
| År                                            |                                               |                                               | Folkmängd                                     | Areal (ha)                                    |
| 1900                                          | 1900                                          |                                               | 1 542                                         | †                                             |
| 1960                                          | 1960                                          |                                               | 2 438                                         |                                               |
| 1965                                          | 1965                                          |                                               | 2 709                                         |                                               |
| 1970                                          | 1970                                          |                                               | 2 855                                         |                                               |
| 1975                                          | 1975                                          |                                               | 2 496                                         |                                               |
| 1980                                          | 1980                                          |                                               | 2 190                                         |                                               |
| 1990                                          | 1990                                          |                                               | 1 948                                         | 227                                           |
| 1995                                          | 1995                                          |                                               | 1 691                                         | 228                                           |
| 2000                                          | 2000                                          |                                               | 1 652                                         | 228                                           |
| 2005                                          | 2005                                          |                                               | 1 597                                         | 229                                           |
| 2010                                          | 2010                                          |                                               | 1 572                                         | 227                                           |
| 2015                                          | 2015                                          |                                               | 1 704                                         | 225                                           |
| 2020                                          | 2020                                          |                                               | 1 750                                         | 234                                           |
| † Som köpingsliknande samhälle 1900.          |                                               |                                               |                                               |                                               |

## Samhället

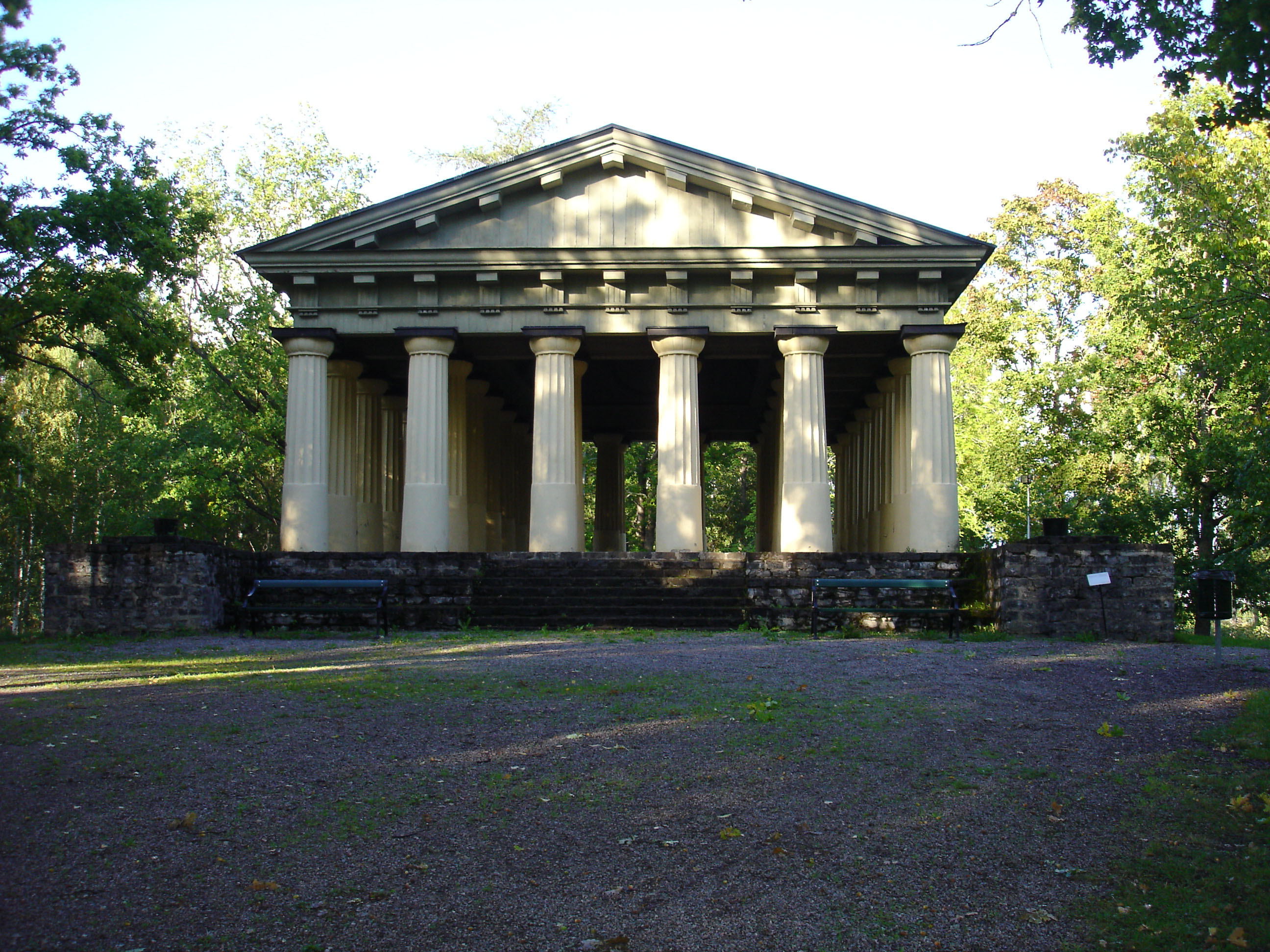
Ekotemplet, ett ekotempel i Engelska parken i Söderfors.

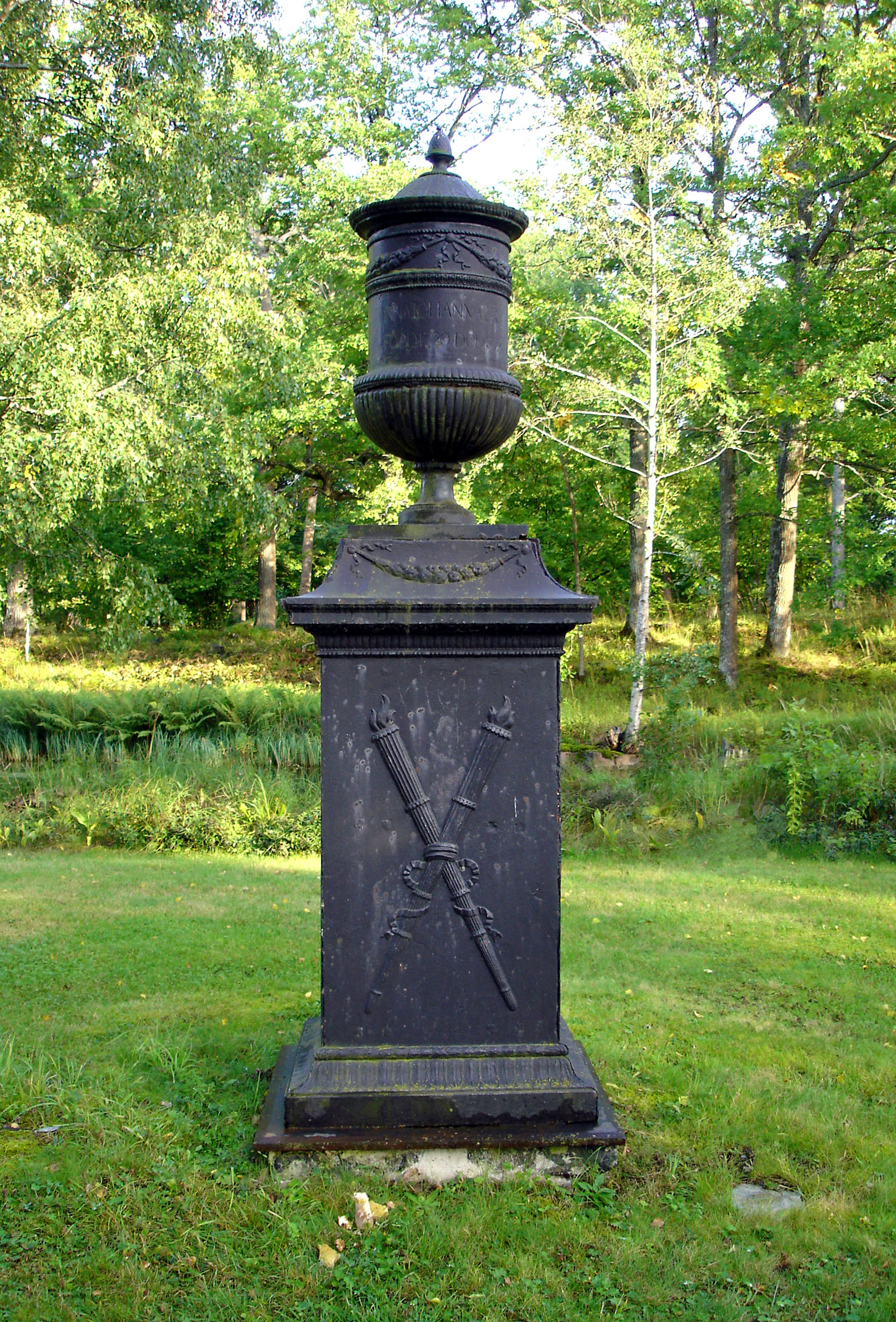
Monumentet över Anna Johanna Grill d.ä.

Stora delar av det över 300 år gamla järnbruket blev 1985 byggnadsminnesförklarat, och blev då Sveriges största byggnadsminne. Söderfors kan som helhet sägas vara ett av de största och bäst bevarade järnbruken i Uppland. Längs gatorna i den äldre delen av Söderfors ligger vitputsade smedsbostäder på rad med bakomliggande fähus och trädgårdstäppor. Bostäderna uppfördes under senare delen av 1700-talet efter att en ny plan utformats för bruksområdet. Ursprungligen var husen rödmålade, men putsades i början av 1800-talet. Hembygdsgården och Gammelgården är två museer som visar hur smedsfamiljer bodde under 1800-talet, dessa är öppna varje söndag i juli mellan kl 13 och 16.
Från Söderfors kyrka sträcker sig brukets huvudgata, Storgatan, till brukshotellet, ungefär 800 meter lång. Den gamla dagsverkesklockan, uppsatt av Claes Grill år 1752, sitter uppsatt utmed Storgatan.
Bruksherrgården uppfördes omkring 1690 som en timrad tvåvåningsbyggnad i karolinsk stil med spåntäckt säteritak. 1749-56 ombyggdes den under Carl Hårlemans ledning i rokokostil. Byggnaden fick då i stort det utseende den fortfarande har.  Fasaderna kläddes då med panel och säteritaket byttes mot ett brutet tak, vilket försågs med elva vindskupor och ett torn med klocka. Klocktornet revs på 1800-talet, och klockan hängdes då upp i den halvbågformiga byggnad som nu kan ses på taket. I samband med ombyggnaden av herrgården tillkom även två flygelbyggnader, vilka stod färdiga före år 1753. Dessa fick en i det närmaste kubisk form med spetsigt tak. Flyglarna byggdes i två våningar och erhöll samma putsade fasad som herrgården.
Intill herrgården ligger det så kallade Grillska huset, den byggnad Adolf Ulric Grill 1786 (tillbyggd 1807-08 med en vinkellänga) lät uppföra för sitt berömda naturaliekabinett. 
Nere vid Dalälvens strand ligger Änkehuset, uppfört 1776 under ledning av Anna Johanna Grill (I) som bostad för änkor efter brukets arbetare. Även ensamstående kvinnor med barn kom att bo här. Byggnaden är uppförd av slaggsten i två våningar under sadeltak. Änkehuset behöll sin funktion till 1916 då ett kommunalt ålderdomshem istället inrättades vid Söderfors. Därefter kom byggnaden att användas för arkivändamål fram till 1993. Idag ägs Änkehuset, som blev byggnadsminne 1995, av Söderfors hembygdsförening.
Söderfors kyrka uppfördes 1789-92 efter ritningar av Erik Palmstedt som ersättning för äldre korskyrka nedbrunnen 1789. Kyrkan är ett fint exempel på det sena 1700-talets nyklassicistiska kyrkobyggnadskonst.
Det Gamla Värdshuset vid Stallgatan i Söderfors uppfördes 1802 som en putsad slaggstensbyggnad med markerade hörnkedjor. 1814 tillkom ett vagnslider i samma material. Arkitekt var Gustav af Sillén, som även ritade Grillska huset i Söderfors. I värdshusbyggnaden fanns förutom dryckesstuga och gästrum även en affär. Då ett hotell uppfördes vid bruket 1872 förlorade värdshuset sin funktion och byggdes om till arbetarbostäder. Sedan 1996 ägs Gamla Värdshuset av två konsthantverkare, som även bedriver sin verksamhet i byggnaden.
Den engelska parken i Söderfors är en av de främsta sevärdheterna. Parken påbörjades 1784 av Adolf Ulric Grill och hans fru Anna Johanna Grill (III) som fått idéerna från sina resor till England där han studerat de engelska parkanläggningar. Anna Johanna Grill (III) skrev under resan en resedagbok som finns publicerad. Ett lusthus uppfördes i parken 1792, troligtvis det kinesiska lusthus som revs 1910. År 1795 uppfördes efter förebild av Theseustemplet i Aten det grekiska tempel som fortfarande ger parken dess särprägel. Om någon arkitekt var inblandad i byggandet är inte känt. Templet stod färdigt år 1797. Ett monument över Adolf Ulric Grills moder Anna Johanna Grill (I) uppfördes samma år. Monumentet, av gjutjärn och i sengustaviansk stil, har som en följd av Dalälvens reglering flyttats från sin ursprungliga plats invid stranden till en plats nära templet. 1803-04 reparerades templet under ledning av Gustaf af Sillén. Byggnaden blev då stilrenare och framförallt varaktigare då man bytte ut de tidigare pelarna av trä mot kolonner, murade i tegel och putsade. I parken finns även andra minnesmärken, bl.a. två stora ankare vilka uppsattes 1876 till minne av ankartillverkningen och i samband med brukets tvåhundraårsjubileum. Den engelska parken blev byggnadsminne 1998.
Av äldre industribyggnader märks framför allt den så kallade Ankarsmedjan, vilken var den mindre av brukets två smedjor. Byggnaden återinvigdes 1992 efter renovering och inrymmer idag en utställning med ett bildspel om Söderfors bruk förr och nu. Av den hytta som uppfördes på 1870-talet återstår två rostugnar.

## Kommunikationer
Söderfors utgör idag den västligaste startpunkten för den väst-östliga länsväg 292, "Bruksvägen" kallad, som ansluter till E4 vid trafikplats Tierp, och som sedan fortsätter österut via Tobo, Örbyhus, Österbybruk och Gimo fram till Hargshamn vid Östersjökusten.
I slutet av 1970-talet byggdes en helt ny vägförbindelse över Dalälvens forsar västerut från Söderfors fram till Finnböle vägskäl i Gästrikland med vidare anslutning till Hedesunda (riksväg 56) och Gävle (E4) via nuvarande länsväg X509 (f d länsväg 254).
Från Söderfors utgår även mindre vägar söderut längs östra Dalälvsstranden till Gysinge samt norrut via Untra till Mehedeby vid E4.

## Näringsliv

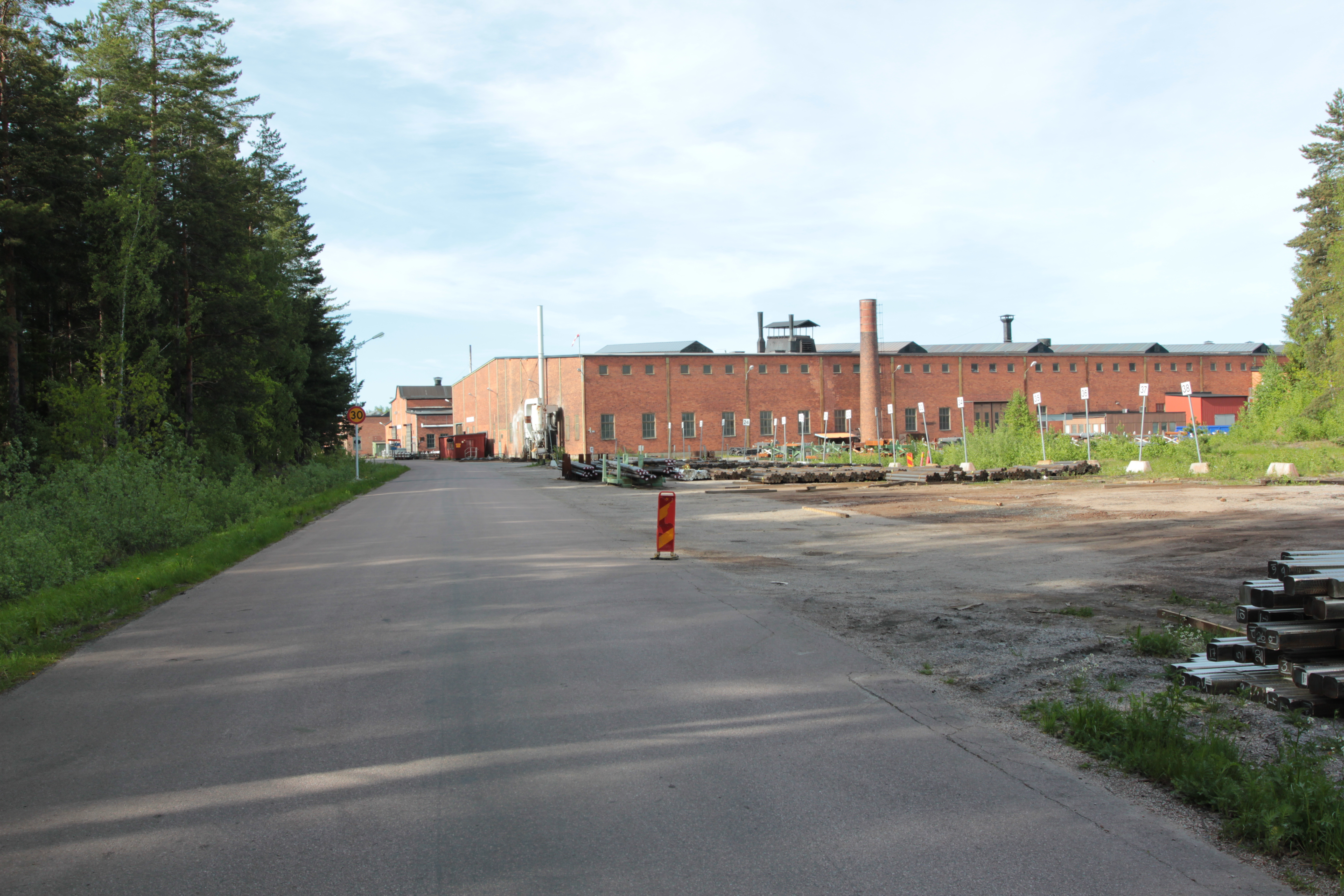
Östra verken

I Söderfors tillverkas snabbstål (Erasteel Kloster) och legotillverkade stålprodukter i form av smitt, valsat och färdigställt höglegerat stål (Alleima Söderfors). Damasteel tillverkar och säljer damaskusstål för knivar och dekorativa ändamål. Tillsammans sysselsätter stålindustrin idag över 400 personer. 
Vid sidan av stålindustrin finns i Söderfors även tillverkning av avancerade kabelsystem för flygplan, satelliter, mm (Habia Cable), verkstadsföretag (Söderfors Industriteknik) och plastförpackningsindustri (Petrolia). Värda att nämnas är också Reme Tech, som utför beläggning och överdragning av metall.
Hösten 2008 meddelade Erasteel Kloster att den enskilt största satsningen i företagets historia inleds. Man ville bygga ut tillverkningen av pulverstål i Söderfors genom att komplettera sina befintliga anläggningarna med en helt ny fabriksbyggnad, vilket skulle göra Erasteel till världens enskilt största tillverkare av pulverstål enligt bolagets vd. Den nya fabriksbyggnaden kostade 150 miljoner att bygga och stod klar 2011.

## Idrott
I Söderfors finns idrottsplatsen Bruksvallen, påbörjad 1911 av Söderfors Gymnastik & Idrottsförening (bildad 1904).